# Église évangélique de Königsberg (Biebertal)

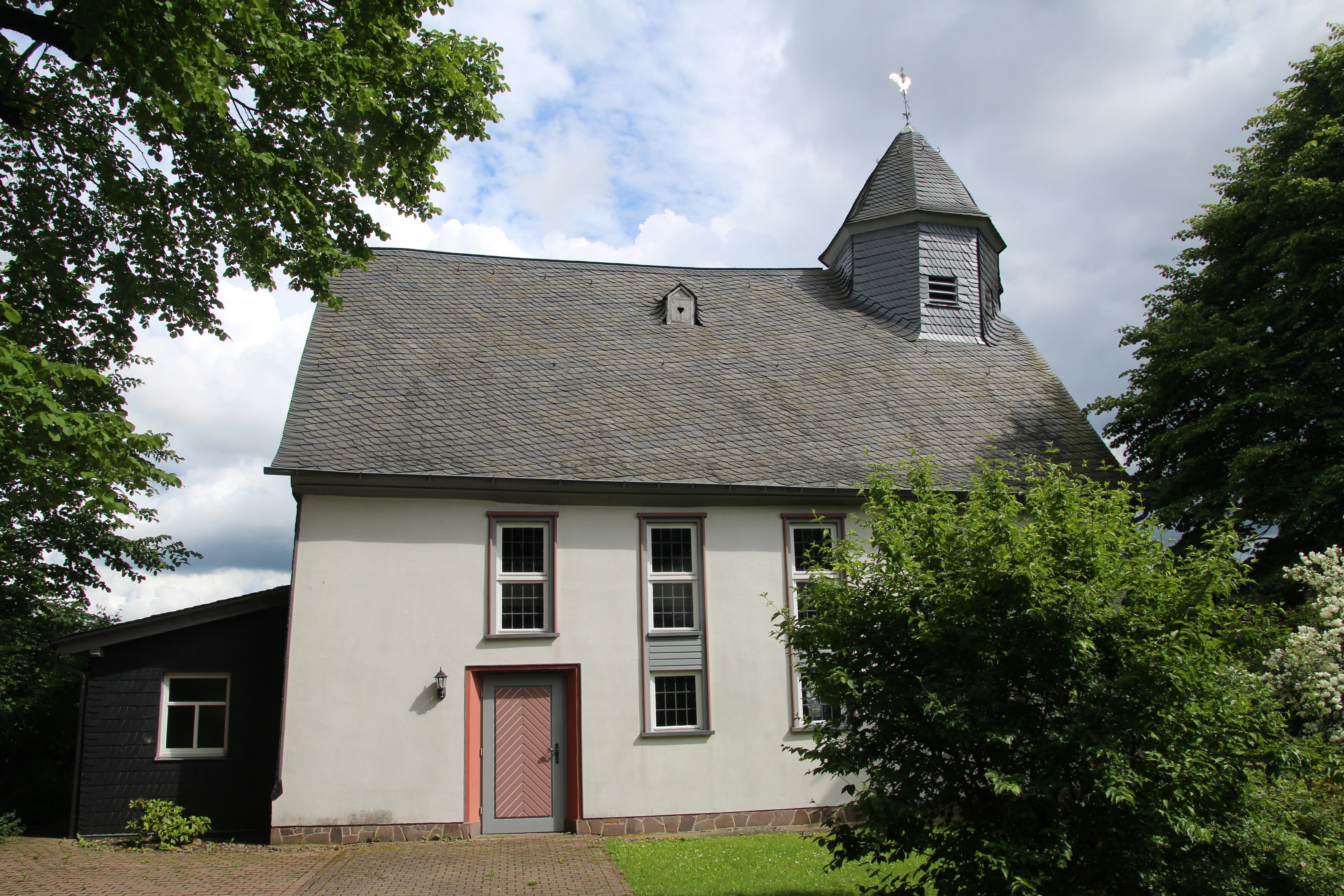
Église de Königsberg depuis le nord-ouest

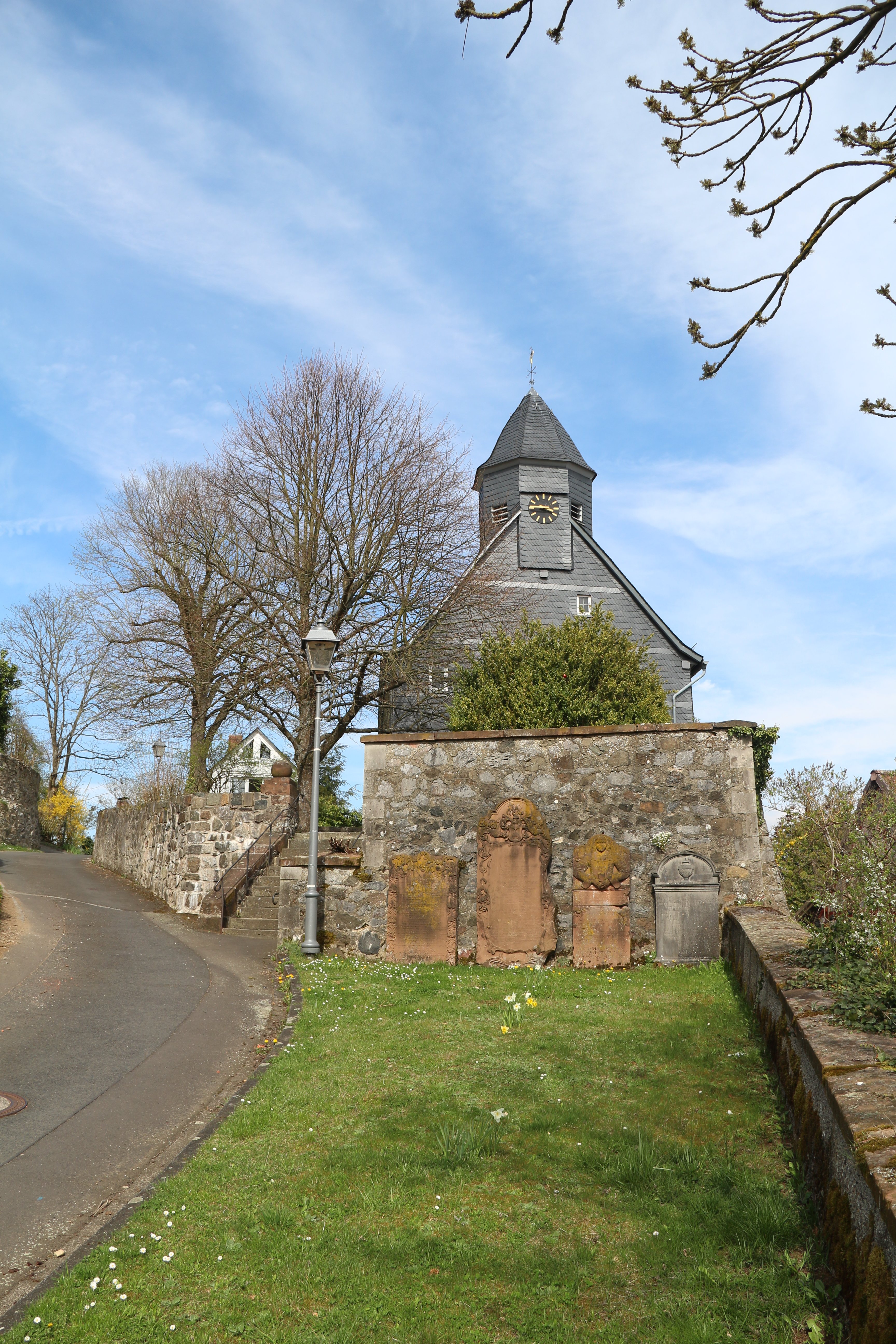
Côté sud-ouest

L'église évangélique de Königsberg (Biebertal), en Hesse, est une église baroque de 1654. L'église est construite sur le mur extérieur du château de Königsberg. Le monument historique hessois, composé de maisons à colombages en ardoise, présente un clocheton octogonal au-dessus du pignon sud-ouest.

## Histoire
Königsberg a été christianisé par Dillheim et pris en charge pastoralement. L'endroit appartenait au doyenné de Wetzlar et à l'archidiakonat St. Lubentius Dietkirchen dans le diocèse de Trèves. Au XVe et au XIXe siècle, Königsberg avait déjà une paroisse indépendante. Altenstadt était une succursale. Königsberg était la ville principale des villages environnants et la résidence des comtes de Solms-Königsberg. En 1500, Königsberg est élevé au rang de ville. Les pasteurs étaient appelés inspecteurs jusqu'en 1827, aidés par un aumônier en tant que clerc adjoint qui était responsable des cours. Königsberg a été affecté à l'Archipresbyterat Wetzlar, qui était subordonné à l'Archidiakonat St. Lubentius Dietkirchen dans le diocèse de Trèves. Avec l'introduction de la Réforme, la paroisse s'est transformée en confession évangélique. Le premier pasteur luthérien fut Hilarius Crato von Marburg (1565 et 1575).
À la suite de la conquête de la ville par les Suédois pendant la guerre de Trente Ans, le 6 juin 1647, le château, la tour, l'église et le presbytère sont incendiés. A cette époque, l'église avait encore une crypte; l'église supérieure montante avait déjà été détruite. À cette époque, une passerelle couverte menait du presbytère sous le mur de soutènement à la crypte.
Bien que les citoyens de Königsberg aient été obligés par le landgrave de construire des remparts dans la région de Marbourg après la guerre de 1651, ils ont construit une nouvelle église sur les anciennes fondations en même temps. Elle a été terminée et inaugurée le 3 février 1654. L'ancienne crypte a été remplie de terre beaucoup plus tard.
Derrière l'ancien presbytère, construit en 1763, un nouveau presbytère avec salle paroissiale intégrée a été construit en 1953, qui a été considérablement agrandi en 1979-1980. À la fin des années 1950, l'église a été abandonnée et son avenir incertain: «Les ravages du temps l'ont rongée et bientôt la petite église tombera en ruines. «  Après un long va-et-vient, la communauté a décidé d'entreprendre une rénovation majeure. Dans ce contexte, le mur longitudinal nord-ouest a été récemment construit en construction solide en 1961. Lors de la rénovation de 1994, la couleur d' origine a été appliquée sur l'église restaurée.
Les paroisses de Königsberg et Fellingshausen entretiennent une relation pastorale depuis 2007.

## Architecture

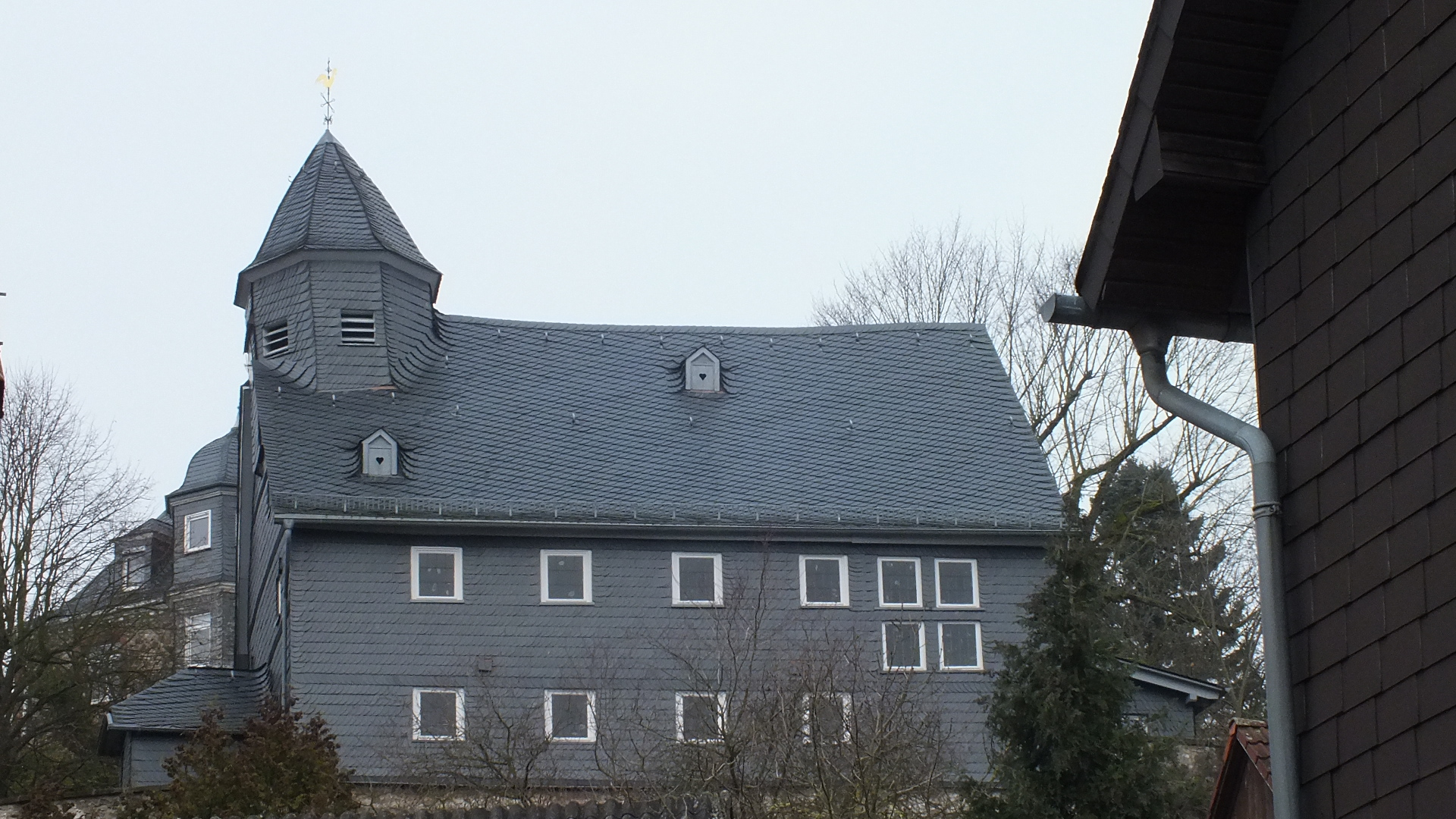
Côté sud-est

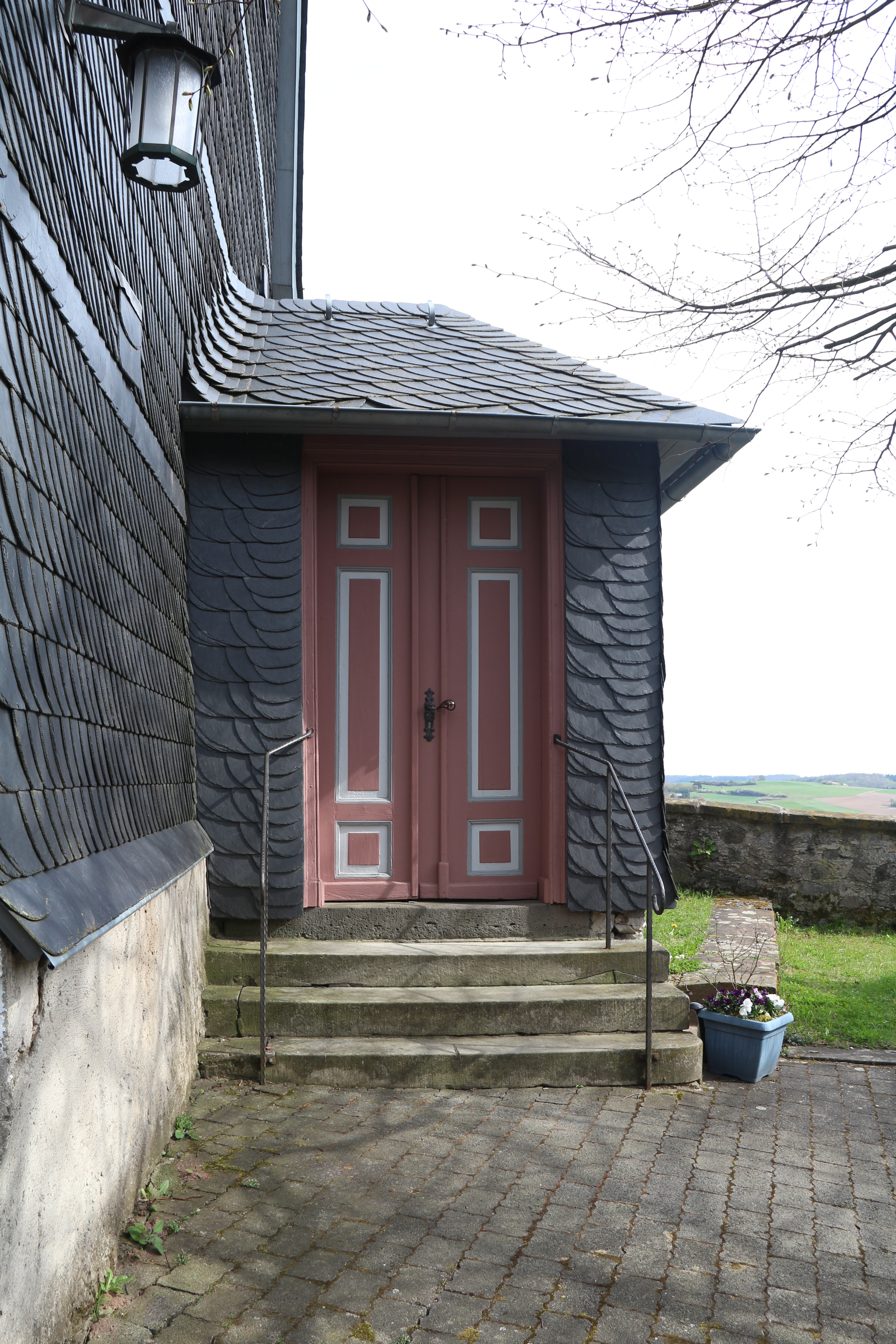
Entrée au sud-ouest

L'orientation de la construction de la façade nord-est est augmente la visibilité du château dans le nord de la vieille ville. L'église est construite sur le mur circulaire extérieur du château au sud-est du château en dessous du château.
La petite église sur u est construite sur un plan d'étage rectangulaire et sa structure est en colombages à l'exception du côté nord-ouest. Un petit porche couvert avec une zone d'entrée sur le côté pignon sud-ouest sert de porche et ouvre l'église. Trois très petites fenêtres rectangulaires au sud-ouest, de hautes fenêtres rectangulaires dans le mur nord-ouest rénové et dix fenêtres carrées sur le long mur sud-est illuminent l'église.
De petites lucarnes sont placées sur le haut toit à pignon en ardoise. Le coulisseau de toit, qui est également en ardoise, affleure le mur sud-ouest et a le cadran de l'horloge sur la pointe du pignon. La cloche octogonale à trous carrés est fermée par une hotte Welschen, couronnée d'une croix en fer forgé et d'une girouette. Avant la Première Guerre mondiale, le Dachreiter abritait un anneau à deux cloches. Une cloche a été livrée à l'industrie de l'armement pendant la Première Guerre mondiale. Après la guerre, la communauté a lancé deux nouvelles cloches et a maintenant un anneau à trois anneaux. Les deux grosses cloches ont fondu pendant la Seconde Guerre mondiale. La plus ancienne, datant de 1615 (300 kg, 0,78 mètre de diamètre) a échappé à la fonte et est revenue. Elle porte l'inscription "Anno MDCXV gos mich Melchior Balthasar Moeninck zu Erffurdt im Namen Gottes VDMIAE".

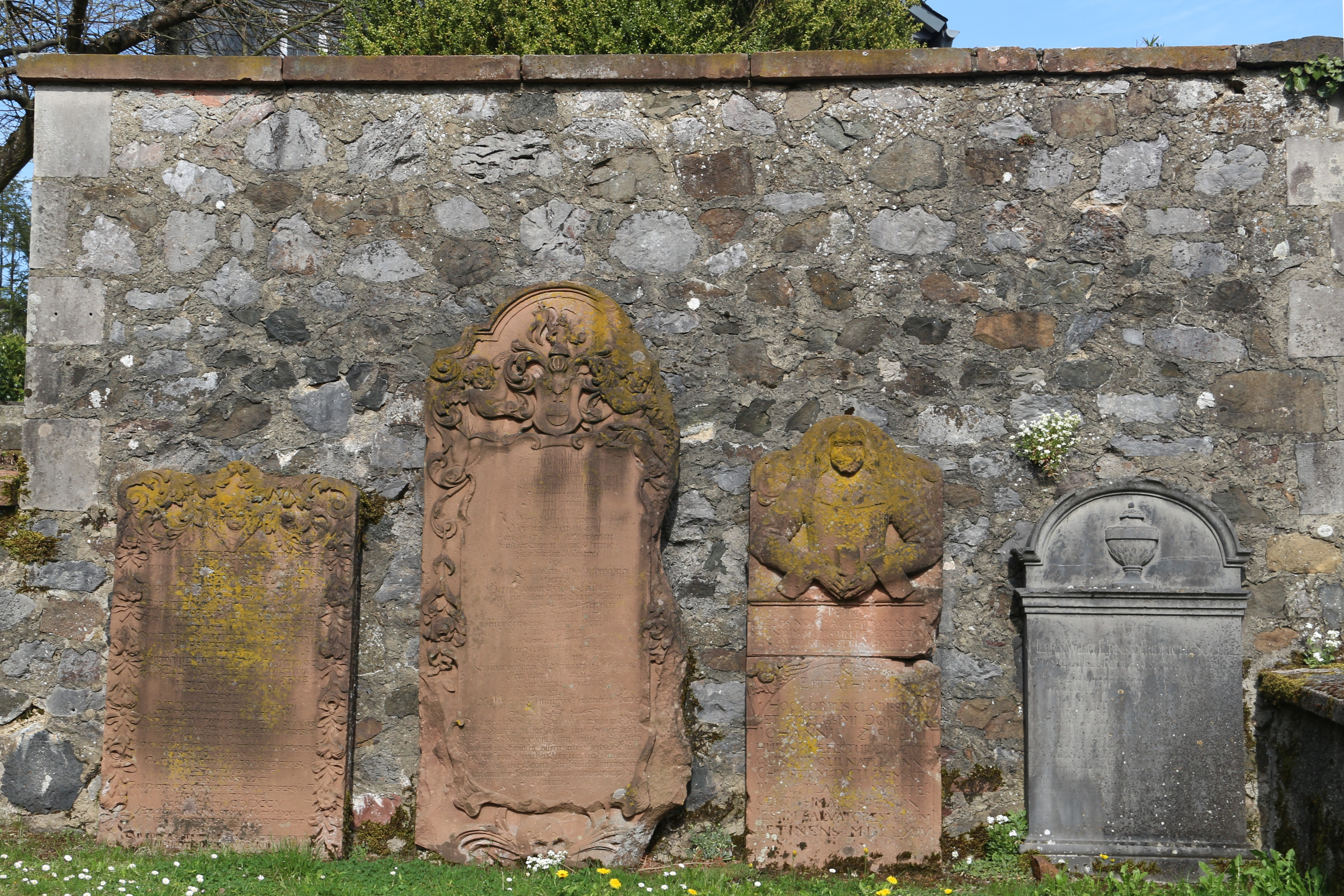
Pierres tombales sur le mur du cimetière

Dans le cimetière, quatre pierres tombales sont maçonnées dans le mur de la Schlossstraße au sud-ouest de l'église. Trois tombes en grès rouge datent de la période baroque. La grande épitaphe rectangulaire de gauche de 1705 a un grand champ d'écriture, qui est fermé sur les côtés par des guirlandes de fleurs et d'arcs et au sommet d'acanthes et de volutes. Dans la pierre tombale du milieu de 1741, un blason peut être vu sous une arche ronde, qui est tenue par deux anges. Le bloc de titre est encadré de fleurs et de vrilles. La troisième épitaphe de Johannes Zisler (1602-1664), Schultheiß zu Königsberg, montre le défunt en demi-figure sur deux champs d'inscription. La pierre tombale grise de Wilhelm Ernst Fri(e)drich Schulz (1737-1814), conseiller du gouvernement grand-ducal de Hesse et huissier de justice à Königsberg, avec une urne sous l'arche du couronnement, est caractérisée par le classicisme.

## Équipement

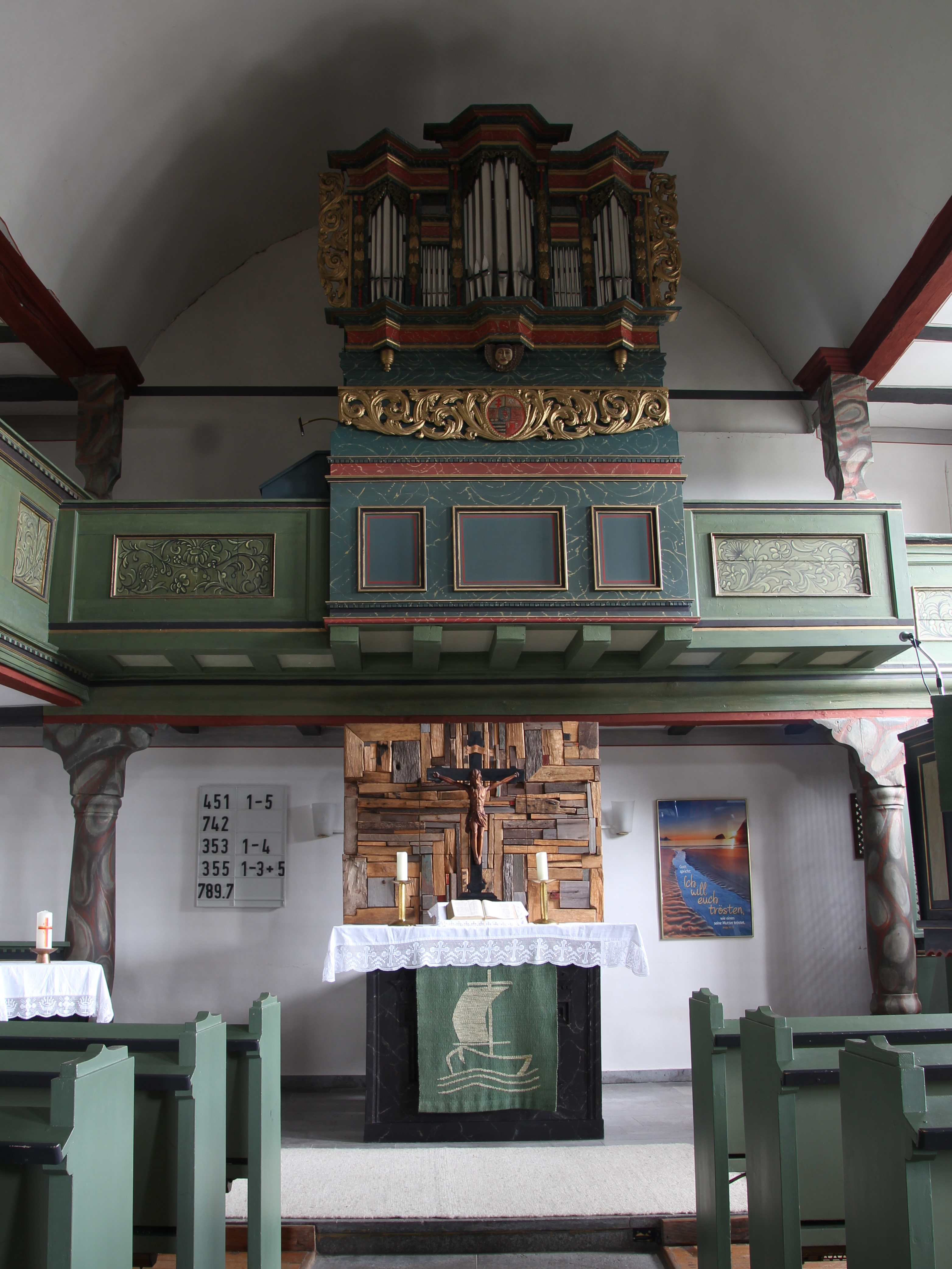
Intérieur à l'est

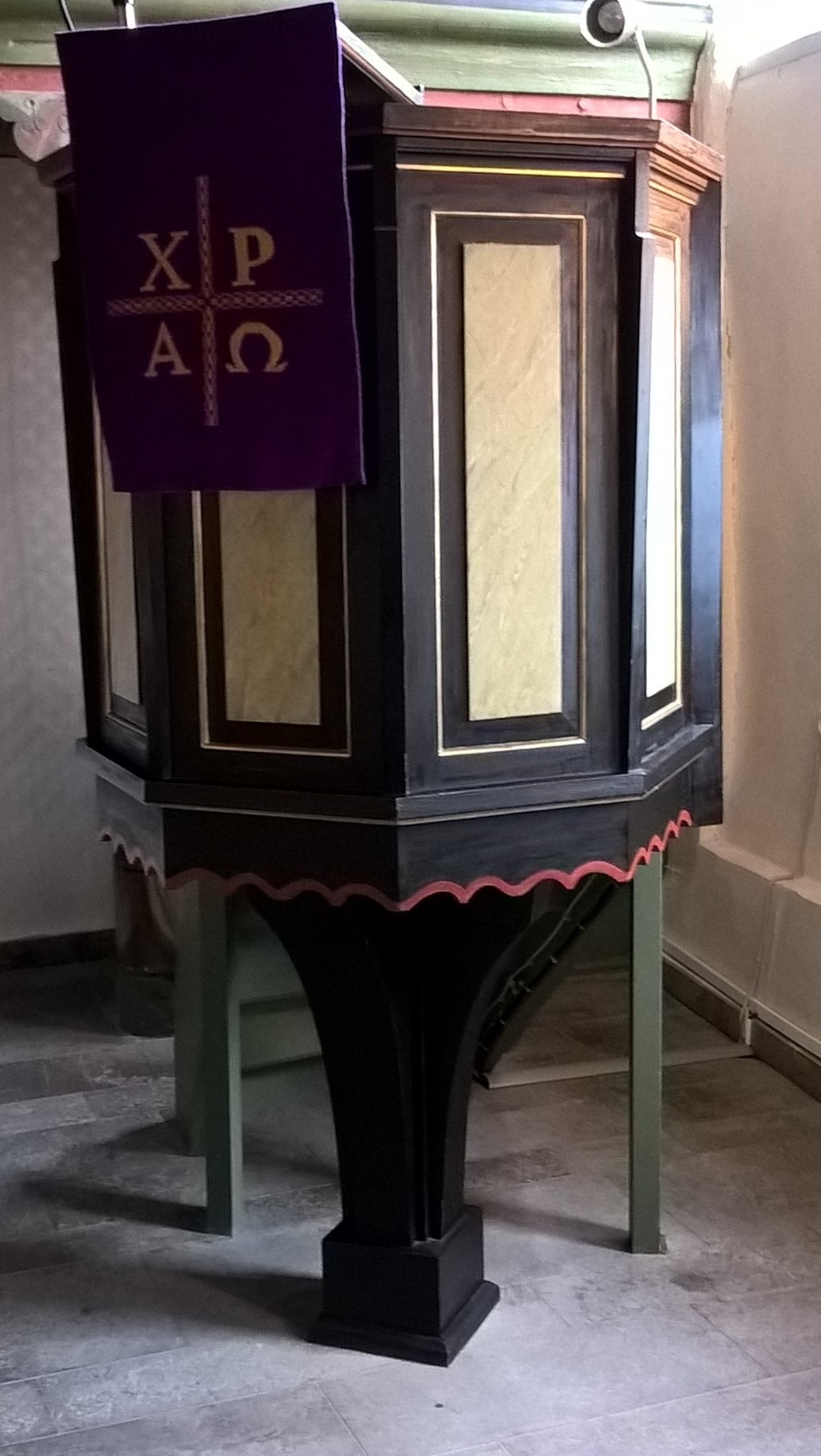
Chaire baroque

Une galerie en bois à trois côtés est construite dans l'église, qui ne prend que la moitié du côté sud pour laisser l'espace devant la chaire. Des poteaux octogonaux en bois avec des arcs soutiennent deux poutres longitudinales et incluent la galerie. La galerie a des remplissages rectangulaires, qui sont peints de fleurs et de vrilles stylisées. Les peintures parapet datent des années 1760. La galerie d'orgue à l'est est similaire, mais les détails sont différents. L'intérieur est fermé au milieu par un tonneau en bois semi-circulaire, tandis qu'un plafond à poutre plate est dessiné au-dessus des galeries, les espaces entre eux sont plâtrés.
La chaire polygonale simple en bois avec des remplissages très rectangulaires dans les champs de chaire et un pied carré est l'un des meubles d'origine de l'époque de la construction. L'autel rectangulaire est en bois. La peinture noire à veines blanches imite le marbre. Il y a un crucifix à trois clous sur l'autel. Derrière l'autel, il y a un berceau de la même largeur, dont les morceaux de bois prennent la forme de la croix. Le berceau est ouvert à Noël et montre des scènes de la Nativité. Les bancs d'église en bois laissent une allée centrale et, comme les galeries, ont un cadre vert olive.

## Orgue

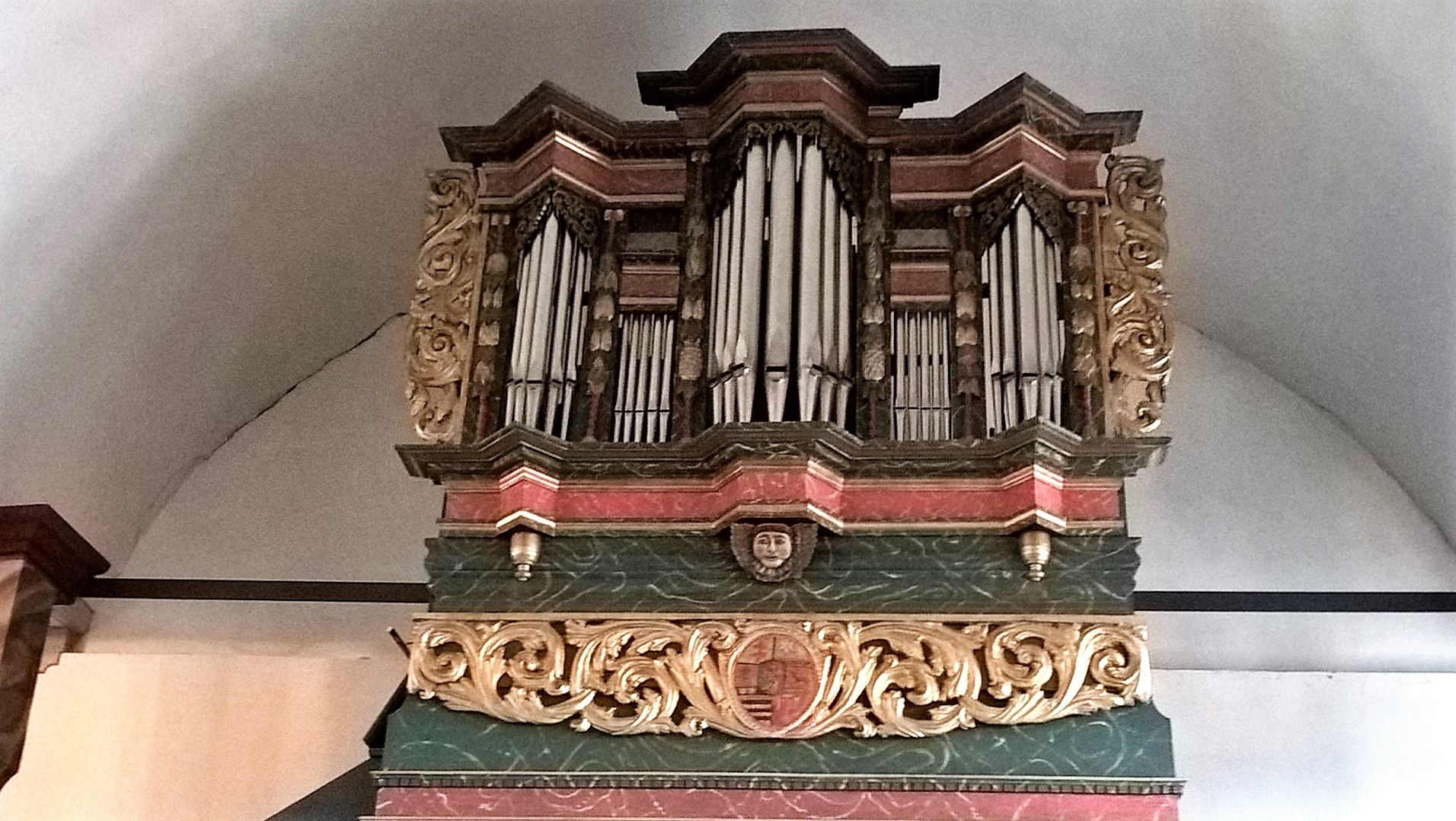
Buffet d'orgue de 1751

Le facteur d'orgues Dreuth de Griedel a construit un nouvel orgue en 1751. Il a été remplacé en 1921 par un nouveau construit par W. Sauer Orgelbau avec neuf registres sur deux manuels et pédale et une action pneumatique. Une rénovation par Friedrich Seigle a eu lieu en 1938. La société Licher Förster & Nicolaus a reconstruit la disposition originale derrière le buffet historique de Dreuth avec l'ajout d'un poméranien sur la pédale.
| I Manuel C–       |     |
| Dumpé B / D       | 8 ′ |
| Directeur         | 4 ′ |
| Gamba D           | 8 ′ |
| Dumpé             | 4 ′ |
| Octave            | 2 ′ |
| Sesquialtera II D |     |
| Mélange III       |     |

| Pédale C– |      |
| Subbass   | 16 ′ |
| Pommer    | 8 ′  |

## Littérature
- Georg Dehio : Handbook of German Art Monuments, Hessen I: Gießen and Kassel administrative districts. Sous la direction de Folkhard Cremer et d'autres. Deutscher Kunstverlag, Munich / Berlin 2008,  (ISBN 978-3-422-03092-3), p. 513.
- Association de Dünsberg Biebertal e. V. (éd. ): Le Dünsberg et le Biebertal. 3e Édition. Imprimerie de l' Université de Bruehl Giessen 1989,  (ISBN 3-9800654-1-3) .
- Office d'État pour la conservation des monuments historiques de Hesse (éd. ), Karlheinz Lang (arr. ): Kirchstrasse 6, Ev. Church In: Monuments culturels en Hesse. District de Gießen III. Les communautés d'Allendorf (Lumda), Biebertal, Heuchelheim, Lollar, Staufenberg et Wettenberg. (= Topographie des monuments de la République fédérale d'Allemagne ). Theiss, Stuttgart 2010,  (ISBN 3-8062-2179-0), p. 104.

## Liens Web
- Deanery Gießen: paroisse de Königsberg
- „Königsberg, Landkreis Gießen“. Dictionnaire local historique pour la Hesse. Dans:   Système d'information historique de l'État de Hesse (LAGIS). Office d'État de Hesse pour la géographie historique (HLGL) , consulté le 24   Novembre 2014 .